# Birdemic 2: The Resurrection
Birdemic 2: The Resurrection é um filme estadunidense de 2013 de comédia, suspense e horror, escrito e dirigido por James Nguyen. É uma sequência da produção de 2008 Birdemic: Shock and Terror. Assim como seu predecessor, foi considerado um dos piores filmes de todos os tempos e dispõe de humor , principalmente autorreferencial, sobre a recepção do primeiro. Tendo lugar dois anos após Birdemic, esta sequencia segue um outro ataque em massa de aves causado pelo aquecimento global, desta vez em Hollywood.

## Sinopse
Bill (Thomas Favaloro), um diretor de cinema independente, descobre a garçonete Gloria (Chelsea Turnbo) em um restaurante de Hollywood e a lança no papel principal de seu novo filme, Sunset Dreams, que é financiado por seu amigo Rod (Alan Bagh), um empresário do Vale do Silício, e a esposa dele, Nathalie (Whitney Moore). Durante a produção do filme, uma chuva tóxica cai em Hollywood, provocando que aves assassinas e homens das cavernas preservados emergissem de um poço de piche e zumbis voltassem à vida em um cemitério próximo. Bill, Gloria, Rod e Nathalie fazem o seu caminho em torno de Hollywood com um grupo cada vez menor de sobreviventes, lutando contra as várias ameaças antes das aves, eventualmente, deixarem de atacar e voarem para longe.

## Produção
Birdemic 2 foi anunciado em Abril de 2011, juntamente com a notícia de que Alan Bagh iria reviver seu papel do primeiro filme.  A produção teve início em 4 de Fevereiro de 2012.  Nguyen incluiu longas cenas de dança, a fim de satisfazer os fãs de seu primeiro filme que, segundo ele, queriam um conteúdo romântico; Ele vê o filme como um thriller romântico. O diretor foi influenciado pelas preocupações com o aquecimento global que, segundo ele, foram a causa dos ataques de aves e zumbis no filme.  O filme foi realizado em 3D, processo que Nguyen disse que dominou durante as filmagens.  Fotografar em 3D abrandou a produção, mas Nguyen disse que acreditava que iria trazer mais pessoas para a sequência.

## Elenco
- Alan Bagh................ Rod
- Whitney Moore......... Nathalie
- Patsy van Ettinger.... Mãe de Nathalie
- Thomas Favaloro..... Bill
- Chelsea Turnbo....... Gloria
- Brittany N. Pierce..... Jessica
- Thuan Luu............... Will
- Aaron Pressburg..... Dustin
- Damien Carter......... Ele mesmo
- Rick Camp............... Dr. Jones
- Eric Swartz............... Bill Stone
- Stephen Gustavson..... Ecologista
- Carrie Stevens........ Esposa do ecologista
- Colton Osborne...... Tony